# 764
| [ Edytuj tabelę ]          |                                                         |
| Król Asturii               | - 757 Fruela I 768                                      |
| Cesarz Bizancjum           | - 741 Konstantyn V Kopronim 775                         |
| Chan Bułgarii              | - 763 Sabin 766                                         |
| Cesarz Chin                | - 762 Tang Daizong 779                                  |
| Król Essexu                | - 758 Sigeric 798                                       |
| Król Franków               | - 751 Pepin Krótki 768                                  |
| Cesarz Japonii             | - 758 Junnin 764 - 764 Shōtoku 770                      |
| Kalif                      | - 754 Al-Mansur 775                                     |
| Patriarcha Konstantynopola | - 754 Konstantyn II 766                                 |
| Król Longobardów           | - 757 Dezyderiusz 774                                   |
| Król Mercji                | - 757 Offa 796                                          |
| Król Nortumbrii            | - 759 Etelwald Moll 765                                 |
| Papież                     | - 757 Paweł I 767                                       |
| Doża Wenecji               | - 756 Domenico Monegario 764 - 764 Maurizio Galbaio 787 |
| Król Wessexu               | - 757 Cynewulf 786                                      |

Rok 764 / DCCLXIV
stulecia: VII wiek ~
VIII wiek ~
IX wiek

lata: 754 «
759 «
760 «
761 «
762 «
763 «
764
» 765
» 766
» 767
» 768
» 769
» 774

## Wydarzenia
- Obalenie doży weneckiego Domenica Monegario i zastąpienie go przez Maurizio Galbaio

## Urodzili się
- Al-Hadi, kalif (zm. 786)

## Zmarli
- 17 stycznia-Józef z Werony, biskup Fryzyngii
- Abd Allah Ibn Ali, wódz arabski
- Bregwin, arcybiskup Canterbury